# Fuentemolinos
Fuentemolinos és un municipi de la província de Burgos a la comunitat autònoma de Castella i Lleó. Forma part de la comarca de Ribera del Duero. Limita al nord amb Fuentecén; al sud amb Páramo de Corcos; a l'est amb Haza i Adrada i a l'oest amb Fuentelisendo.

## Demografia
| 1991 | 1996 | 2001 | 2004 |
| ---- | ---- | ---- | ---- |
| 145  | 132  | 123  | 115  |